# Kaple Panny Marie Sedmibolestné (Myslík)
Kaple Panny Marie Sedmibolestné je kamenná kaple na Myslíku, části obce Palkovice.

## Historie
Na místě současné kaple stála původně dřevěná kaplička pro 8 až 10 osob. Stavba byla pro špatný technický stav roku 1851 rozebrána. Na stejném místě byla pak v letech 1857 až 1859 postavena současná kamenná kaple. Roku 1957 byla vážně poškozena vichřicí, nicméně díky obětavosti obyvatel Myslíku byla do dvou let obnovena. První mše v rekonstruované kapli se konala již 5. června 1960.
Roku 2017 došlo k velké rekonstrukci kaple, kdy byla staticky zajištěna, došlo k opravě střechy, fasády i přilehlé márnice.

## Zvony
Kaple má tři zvony, nejstarší je z roku 1943, druhý z roku 1971 a nejmladší zvon pojmenovaný "Ludmila" je umístěn v kapli od roku 2006.